# Campeonato Africano das Nações de 1986
O Campeonato Africano das Nações de 1986 foi a 15.ª edição do Campeonato Africano das Nações.
Ocorreu entre 7 e 21 de Março de 1986, no Egipto. O Egipto venceu os Camarões na final por 5 a 4 nos pénaltis (após empate a zero no tempo regulamentar e no prolongamento).

## Primeira fase

### Grupo A
| Equipa          | Pts | J | V | E | D | GM | GS |    |
| --------------- | --- | - | - | - | - | -- | -- | -- |
| Egito           | 4   | 3 | 2 | 0 | 1 | 4  | 1  | +3 |
| Costa do Marfim | 4   | 3 | 2 | 0 | 1 | 4  | 2  | +2 |
| Senegal         | 4   | 3 | 2 | 0 | 1 | 3  | 1  | +2 |
| Moçambique      | 0   | 3 | 0 | 0 | 3 | 0  | 7  | -7 |

| Equipa 1        | Resultado | Equipa 2        |
| --------------- | --------- | --------------- |
| Egito           | 0 - 1     | Senegal         |
| Costa do Marfim | 3 - 0     | Moçambique      |
| Senegal         | 2 - 0     | Moçambique      |
| Egito           | 2 - 0     | Costa do Marfim |
| Senegal         | 0 - 1     | Costa do Marfim |
| Egito           | 2 - 0     | Moçambique      |

### Grupo B
| Equipa   | Pts | J | V | E | D | GM | GS |    |
| -------- | --- | - | - | - | - | -- | -- | -- |
| Camarões | 5   | 3 | 2 | 1 | 0 | 7  | 5  | +2 |
| Marrocos | 4   | 3 | 1 | 2 | 0 | 2  | 1  | +1 |
| Argélia  | 2   | 3 | 0 | 2 | 1 | 2  | 3  | -1 |
| Zâmbia   | 1   | 3 | 0 | 1 | 2 | 2  | 4  | -2 |

| Equipa 1 | Resultado | Equipa 2 |
| -------- | --------- | -------- |
| Marrocos | 0 - 0     | Argélia  |
| Camarões | 3 - 2     | Zâmbia   |
| Zâmbia   | 0 - 0     | Argélia  |
| Camarões | 1 - 1     | Marrocos |
| Zâmbia   | 0 - 1     | Marrocos |
| Camarões | 3 - 2     | Argélia  |

## Finais
|  | Semifinais      | Semifinais |       |          | Final           | Final |  |
|  |                 |            |       |          |                 |       |  |
|  |                 |            |       |          |                 |       |  |
|  | Egito           | 1          |       |          |                 |       |  |
|  | Marrocos        | 0          |       |          |                 |       |  |
|  |                 |            |       |          |                 |       |  |
|  |                 |            |       |          |                 |       |  |
|  |                 |            |       |          | Camarões        | 0 (4) |  |
|  |                 | Egito      | 0 (5) |          |                 |       |  |
|  |                 |            |       |          |                 |       |  |
|  |                 |            |       |          |                 |       |  |
|  |                 |            |       |          | Terceiro lugar  |       |  |
|  |                 |            |       |          |                 |       |  |
|  | Camarões        | 1          |       | Marrocos | 2               |       |  |
|  | Costa do Marfim | 0          |       |          | Costa do Marfim | 3     |  |

## Campeão
| Campeonato Africano das Nações de 1986 |
| -------------------------------------- |
| EGIPTO Campeão (3º título)             |